# Prêmio Otto Bayer
O Prêmio Otto Bayer (em alemão:  Der Otto-Bayer-Preis) foi provido mediante o testamento de Otto Bayer (1902–1982), diretor durante vários anos da Bayer AG. Bayer, que não é parente dos fundadores da empresa, é reconhecido como descobridor da química do poliuretano.
É concedido a cada dois anos, intercalado com o Prêmio Família Hansen, dotado com € 75.000 (situação em 2016) .

## Recipientes
- 1984 Gerhard Wegner
- 1985 Heinz Saedler, Jozef Schell e Klaus Hahlbrock
- 1986 Horst Kessler e Manfred Theodor Reetz
- 1987 Martin Jansen e Arndt Simon
- 1988 Johann Deisenhofer e Hartmut Michel
- 1989 Helmut Schwarz
- 1990 Wolfgang Anton Herrmann e Kurt Peter Christian Vollhardt
- 1991 Martin Quack
- 1992 Herbert Jäckle e Christiane Nüsslein-Volhard
- 1993 François Diederich e Dieter Hoppe
- 1994 Robert Schlögl
- 1995 Gerhard Erker e Paul Knochel
- 1996 Stefan Jentsch
- 1998 Ulrich Koert e Carsten Bolm
- 2001 Herbert Waldmann
- 2003 Christian Griesinger
- 2006 Alois Fürstner
- 2008 Thomas Carell
- 2010 Detlef Weigel
- 2012 Benjamin List
- 2014 Frédéric Merkt
- 2016 Dirk Trauner[1]